# 天仙配
『天仙配』 （てんせんばい、tiānxiānpèi、ティエンシェンペイ）は、中国の説話。かなり古くから小説や戯曲などの題材とされてきた。
玉皇大帝と王母娘々の第七の娘である七仙女と人間の男性・董永と恋に落ちる異類婚姻譚のひとつ。中国では、『董永与七仙女（董永と七仙女）』の名で知られ、及び周濯街の長篇神話小説之六の『七仙女正伝』は、中国の四大民間説話の一つとされている。
この民間説話のイメージソングは「夫妻双双把家還（家路につく夫婦）」で、初出はこの民間説話と同じ題材の黄梅戯である。

## 歴史
物語の初出は東晋の文学者・干宝による神怪小説『捜神記』。董永と「天の織女」という名乗りの女性に出会い、天女と董永の間の愛を描いた天女降嫁譚。普段は七夕伝説と混淆したと考えられる。後に民間の戯曲は七仙女と織女を分離して、「董永と七仙女」・「牛郎織女」という異なる物語になっている。

## ストーリー
漢王朝、漢蜀（今の湖北省孝感市）に董永という男がいた。幼くして母をなくし、父子でなんとか生活をやりくりしていたが、ついにその父親まで死んでしまった。
葬式を出すお金もないので、自分の身を売り、そのお金で父の葬式を出そうとする。
その様子を天から見ていた玉皇大帝は、董永の孝行息子ぶりに感動し、7番目末娘の七仙女を人間世界に派遣し、董永を助けることにする。
やがて、一緒に暮らすうち二人の間に愛情が芽生え、結婚してしまう。天界では、勝手に人間と結婚してはならない（許可がないと、人間世界へ降りていったり、人間と接触することすら許されない）という掟があるので、玉皇大帝の命令で、七仙女は天界へと連れ戻されてしまう。

## 登場人物

### 天界の人物
玉皇大帝 － （別名：張 友人(ちょう ゆうじん)）
王母娘々 － （本名：王 婉玲(おう えんりん)）
大仙女 － 別名（『西遊記』などでの名前。以下同じ）：紅色仙女。
二仙女 － 別名：橙色仙女。
三仙女 － 別名：黄色仙女。
四仙女 － 別名：緑色仙女。
五仙女 － 別名：青色仙女。
六仙女 － 別名：藍色仙女。
七仙女 － 別名：紫色仙女。
玉皇大帝と王母娘々の第七の娘、王母娘々の法宝・金簪と仙術を持い、董永を助けることにする。傅家の要求で、一夜に10匹の錦絹を仕立て上げる。
張巧嘴（ちょう こうし）
周濯街による『七仙女正伝』からのオリジナルキャラクター。王母娘々の義娘であり、七仙女の侍女。董永、七仙女（相思相愛）という事から嫉妬心を抱き始める。
郭蜜香（かく みこう）
周濯街による『七仙女正伝』からのオリジナルキャラクター。王母娘々の義娘であり、七仙女の侍女。張巧嘴とは仲がいい。別名「一枝花」を持つであろう「丁香仙子」に冊封された。
千年槐樹の精
七仙女と董永の婚姻の仲人をした。張大老爺（土地爺）と言われることもある。
雷公電母
玉皇大帝の命令を受けて、董永と相思相愛の七仙女を追捕するために人間界へ行くことになる。
赤脚大仙

### 人間界の人物
董永（とう　えい）
人間の書生。七仙女の夫。
傅官保（ふ かんぽう）
傅家の公子で、張巧嘴の夫。

## 関連作品

### 映画
- 七仙女（1963年、香港。主演：方盈、凌波）

### TVドラマ
- 新天仙配之七仙女正伝（1998年、香港。主演：羅慧娟、李志奇。全28集。大本のストーリーを忠実に再現してあり、全体的に悲劇として描かれている）
- 七仙女シリーズ
  - 歓天喜地七仙女（2004年。主演：鄭国霖、霍思燕。全44集。全体的に喜劇として描かれ、ハッピーエンドで終わる）
  - 天地姻縁七仙女（2011年。主演：劉洋、吳慶哲、陳浩明。全50集。）
- 天外飛仙（2005年。主演：胡歌、林依晨。全38集。上の歓天喜地七仙女と同じ年に製作された。こちらは、人間の描写に力を入れている）
- 天仙配 (テレビドラマ)（2007年、CCTV制作。主演：楊子、黄聖依。全35集。このドラマもハッピーエンドに終わっている。また、王母娘々役で有名な舞台役者の韓再芬が出演している）